# کریگ براون (بازیکن فوتبال، زاده ۱۹۴۰)
کریگ براون (انگلیسی: Craig Brown (footballer, born 1940)؛ زادهٔ ۱ ژوئیهٔ ۱۹۴۰ – درگذشتهٔ ۲۶ ژوئن ۲۰۲۳) بازیکن و مربی فوتبال اهل اسکاتلند بود.
وی سابقه بازی در تیم‌های باشگاه فوتبال داندی و باشگاه فوتبال فالکیرک و همچنین سابقه مربی‌گری در تیم ملی فوتبال اسکاتلند را داشت.
کریگ براون در ۲۶ ژوئن ۲۰۲۳ در سن ۸۲ سالگی درگذشت.